# Marika Rökk
Marika Rökk (Cairo, 3 de novembro de 1913 - Baden bei Wien, 16 de maio de 2004) foi uma cantora, bailarina e actriz.
Filha do arquitecto Eduard Rökk e de Maria Karoline Charlotte, passou a sua infância em Budapeste. Em 1921 a família Rökk emigrou para  Paris onde, anos mais tarde, Marika iniciaria a sua carreira de bailarina no famoso Moulin Rouge.
Depois de largas temporadas em Nova Iorque, Cannes, Londres e Monte Carlo, decidiu, em 1934, fixar residência em Berlim. Rapidamente tornou-se, com Zarah Leander, numa das estrelas da Universum Film AG e do Ministério da Propaganda.

## Filmografia
- Why Sailors Leave Home (1930)
- Csókolj meg, édes! (1932)
- Kiss Me Sergeant (1932)
- Kísértetek vonata (1933)
- Leichte Kavallerie (1935)
- Heißes Blut (1936)
- Der Bettelstudent (1936)
- Und du mein Schatz fährst mit (1937)
- Karussell (1937)
- Gasparone (1937)
- Eine Nacht im Mai (1938)
- Tanzendes Herz (1939)
- Vadrózsa (1939)
- Es war eine rauschende Ballnacht (1939)
- Hallo Janine! (1939)
- Kora Terry (1940)
- Wunschkonzert (1940)
- Zirkusblut (1940)
- Tanz mit dem Kaiser (1941)
- Hab mich lieb (1942)
- Die Frau meiner Träume (1944)
- Frauen sind doch bessere Diplomaten (1941)
- Fregola (1949)
- Sensation in San Remo (1951)
- Kind der Donau (1950)
- Die Czardasfürstin (1951)
- Maske in Blau (1953)
- Die geschiedene Frau (1953)
- Nachts im grünen Kakadu (1957)
- Das gab's nur einmal (1958)
- Bühne frei für Marika (1958)
- Die Nacht vor der Premiere (1959)
- Mein Mann, das Wirtschaftswunder (1961)
- Heute gehn wir bummeln (1961)
- Hochzeitsnacht im Paradies (1962)
- Die Fledermaus (1962)
- Der letzte Walzer (1973)
- Schloß Königswald (1988)